# Letoon
Letoon (grčki: Λητώον - Lētōon; latinski: Letoum) je grčki hram posvećen Leti u antičkoj Liciji, 8 km južno od grčkog grada Ksantosa, uz rijeku Ksantos. Letoon se danas nalazi između gradova Kaş i Fethiye u turskoj pokrajini Antaliji. Letoon je, zajedno s obližnjim gradom Ksantosom, upisan na UNESCO-ov popis mjesta svjetske baštine u Aziji i Oceaniji 1988. godine. 

## Povijest
Letoon nikada nije bio stalno naseljenim mjestom, ali je bio važno vjersko i hodočasničko mjesto Licijaca još u 6. stoljeću pr. Kr., dva stoljeća prije helenističkih grčkih utjecaja. U najranijem dobu, ovo svetište je najvjerojatnije bilo posvećeno licijskoj božici Eni Mahanahani, koju je u duhu helenizma zamijenio kult Lete i njezine djece, blizanaca Apolona i Artemide.
Apijan navodi kako je Mitridat IV. Pontski, kralj Ponta, prilikom opsade licijskog grada Patare namjeravao posijeći drveća u svetom vrtu Letoona. No, nakon upozorenja koje mu je došlo tijekom noćne more, odustao je od tog svetogrđa.
Ovo svetište je bilo važno tijekom cijelog rimskog razdoblja, kada je izgrađena velika stoa, maleno kazalište i Nimfeum iz Hadrijanovog doba koji je izgrađen na svetom izvoru koji je bio osnov Letinog kulta. Tijekom ranokršćanstva ovdje je podignuta crkva od kamena koje je skinuto sa svetišta. Crkva i cijeli lokalitet su napušteni od 7. stoljeća nakon arapskog osvajanja.
Od 1962. godine na ovom lokalitetu iskapaju francuski arheolozi. Osnove helenističkog hrama posvećanog Leti i njezinoj djeci (slika desno) iskopao je njemački arheolog H. Metzger 1962. godine. Osim monumentalnih ruševina, arheolozi su pronašli i tzv. "Letonsku trojeznicu" iz 358. pr. Kr. (kada je vladao perzijski vladar Artakserkso III.), ploču s natpisom na tri jezika: licijskom, grčkom i aramejskom. Ova ploča je odigrala ključnu ulogu u dešifriranju licijskog jezika, a danas se nalazi u Muzeju u Fethiyeu. Pored nje u Letoonu se nalaze i drugi licijski natpisi koji su preteški da bi se micali s lokacije.

## Vanjske poveznice
- Službene stranice francuske arheološke mijsije u Ksantosu i Letoonu  Arhivirana inačica izvorne stranice od 25. prosinca 2009. (Wayback Machine) (fr.)
- Kanadska epigrafska misija  Arhivirana inačica izvorne stranice od 7. lipnja 2021. (Wayback Machine) (engl.) (fr.)